# Sibassor
 (février 2016).
Si vous disposez d'ouvrages ou d'articles de référence ou si vous connaissez des sites web de qualité traitant du thème abordé ici, merci de compléter l'article en donnant les références utiles à sa vérifiabilité et en les liant à la section « Notes et références ».
Sibassor est une commune du Sénégal localisée dans le département de Kaolack lui-même localisé dans la région de Kaolack.

## Géographie
Traversée par la route nationale No 1, elle est géographiquement limitée :
- au Nord par la communauté rurale de Dya ,
- au Sud par la communauté rurale de Ndiaffate ,
- à l'Est par la commune de Kaolack ,
- à l'Ouest par la communauté rurale de Thiomby.

## Histoire
Selon les habitants de Sibassor[source insuffisante], le nom de ce dernier proviendrait du nom d'un ancien marigot dont l'origine étymologique vient de deux termes sérères :
- Siib, qui veut dire mettre la sauce (sur le couscous),
- Soor, qui est le moment pendant lequel on met le riz dans la sauce lors de la préparation de ce plat.

Cette histoire fait référence à la période des sacrifices faits au niveau du marigot et durant lesquels on immolait un taureau noir et préparait beaucoup de couscous et de riz. D'après les traditions, les personnes désirant disposer d'un gros troupeau devaient forcément abreuver leur bétail au niveau du marigot.
Avec l'installation de l'usine Sonacos en 1914, on assiste à une forte croissance de la population dont la majorité est constituée par les ouvriers en plus des Libano-Syriens qui y étaient installés pour des raisons de la traite arachidière.
Jusqu'en octobre 2010, Sibassor était un village faisant partie de la communauté rurale de Dya. Depuis quelques années, Sibassor connait un développement, tant du point de vue démographique que du point de vue de ses activités économiques. C'est d'ailleurs ce qui a poussé l’État du Sénégal de l'ériger en commune en novembre 2010.

## Économie

### Agriculture
La place prépondérante du secteur primaire dans la structure économique du Sénégal n'est plus à démontrer. La commune de Sibassor ne déroge pas à cette règle.
En effet, malgré la baisse de la pluviosité, la dégradation des terres, la salinisation et la réduction de la fertilité, l'agriculture demeure le maillon central de l'économie. Elle est de type traditionnel, extensif et pluvial. Actuellement, l'agriculture constitue la locomotive de l'économie locale car elle joue un rôle important dans l'essor des autres secteurs d'activité.

#### Facteurs de production
Les facteurs de production les plus importants dans la localité sont les suivants :
- La terre : en raison des pressions démographiques et foncières les terres de culture deviennent insuffisantes. À cela s'ajoute, la dégradation des sols. Causée par détérioration avancée de l'écosystème et les pratiques culturales inadaptées.
- La main d'œuvre : elle est essentiellement locale et familiale. Néanmoins des opérateurs disposant de grandes superficies agricoles font appel à la main d'œuvre externe.
- Le matériel agricole : le niveau d'équipement en matériel agricole est très faible. En plus, le matériel agricole qui est très vétuste ne permet pas d'envisager des perspectives prometteuses dans le domaine de la production agricole.
- Les intrants agricoles : pour la production, les agriculteurs de la commune de Sibassor utilisent les intrants suivants ; les semences, les engrais et les produits phytosanitaires. Ces intrants, qui arrivent souvent en retard, sont insuffisants et ne sont pas distribués à temps.
- L'eau : malgré le fort potentiel en eau de surface, on assiste à une faible maîtrise de cette dernière. Il faut le rappeler, en sus des bas fonds la commune de Sibassor compte seize mares.

#### Acteurs de l'agriculture
Les partenaires d'appui sont composés de l'ANCAR, de la DRDR et de la DPV, ces partenaires assurent un appui technique et le conseil agricole.

#### Productions agricoles
Les conjonctions pédoclimatiques contraignent les agriculteurs de la commune de Sibassor à pratiquer des cultures à cycle court. Il s'agit principalement de :
- Le mil : considéré comme alimentation de base dans la civilisation de la plupart des populations de cette commune, il est la principale culture vivrière.
- L'arachide : qui occupe la majeure partie des terres cultivables, constitue la principale culture de rente. Ce qui explique l'importance de sa production. Toutefois, cette spéculation traverse une crise conjoncturelle liée surtout à la commercialisation des récoltes. En effet, ce secteur est secoué par de nombreuses réformes depuis plus d'une décennie.
- Les cultures d'appoint (Maïs, Niébé, Sorgho) : elles servent généralement à l'auto consommation et sont pratiquées par une minorité. Ce qui explique le faible pourcentage des terres emblavées et part peu élevée de la production. On note, aussi, que ces spéculations sont souvent développées en association. Toutefois, elles permettent de combler le déficit vivrier de plusieurs ménages.

#### La conservation et la transformation
Avant traitement, la production est généralement stockée à l'air libre dans les champs. Ensuite, celle-ci est transportée au niveau des concessions pour sa conservation. Cependant, cette dernière est réalisée d'une manière traditionnelle, le plus souvent, sans un conditionnement approprié pour lutter contre les déprédateurs et autres destructeurs de récolte. Les raisons en sont principalement la méconnaissance des techniques et des produits de traitement efficaces et l'insuffisance d'unités de stockage adéquates au niveau de la localité qui en compte uniquement quatre.
Concernant la transformation des produits agricoles, elle est l'apanage des femmes leaders accompagnées par le PROMER II et d'autres projets. Les produits transformés sont, entre autres : le mil, le maïs, l'arachide, le bissap, etc. Elle procure aux femmes transformatrices des revenus monétaires ou non appréciables.

#### Commercialisation
La production agricole ainsi que les produits transformés sont écoulés en grande partie au niveau des marchés limitrophes. Toutefois, le caractère restreint du marché constitue un sujet de préoccupation. C'est ainsi que les bénéficiaires ont sollicité un appui en termes d'accompagnement pour la prospection de nouveaux marchés afin de ne plus soumettre aux prix fixés par le nombre limité de négociants et d'accroître leurs revenus.

#### Contraintes et solutions de l'agriculture
Force est de constater que les conditions de vie des populations demeurent aujourd'hui hypothéquées par ce type d'agriculture qui ne garantit pas, aux producteurs, des revenus monétaires conséquents. Cette situation préoccupante s'explique surtout par :
- L'insuffisance et la vétusté du matériel agricole qui est très faiblement renouvelé du fait de la faiblesse des revenus et des difficultés d'accès au crédit.
- La baisse de la fertilité des sols due à la faible utilisation des fertilisants (engrais chimique ou organique) et à la monoculture de l'arachide.
- L'insuffisance et la mauvaise qualité des semences liée à l'absence de point local de production semencière et la cherté des semences certifiées.
- La salinisation des terres causée par l'avancée de la langue salée.
- L'insuffisance de l'équité sociale autour de la ressource foncière (détention lignagère) avec un système de maître de la terre.
- La déprédation des cultures souvent occasionnée par l'insuffisance des produits phytosanitaires.
- La difficulté de commercialisation des produits agricoles causée par une faible maîtrise des circuits de commercialisation.
- La sous valorisation du maraîchage et de la riziculture causée par la faible maîtrise des eaux de surface.

Afin de se conformer à la cible 2 de l'OMD1 « réduire de moitié, entre 1990 et 2015, la proportion de la population qui souffre de la faim », les populations de la commune de Sibassor ont proposé les solutions suivantes :
- Faciliter le renouvellement du matériel agricole
- Promouvoir le fertilisation des sols
- Introduire et diffuser les semences certifiées
- Faciliter l'accès aux intrants de qualité à temps
- Lutter contre la salinisation des terres
- Appliquer la loi sur le domaine National
- Lutter contre la déprédation
- Faciliter la commercialisation des produits agricoles
- Faciliter l'accès au crédit agricole
- Aménager les vallées mortes de la commune.

### Élevage
Malgré l'absence de statistiques récentes, force est de constater que le cheptel est actuellement très important dans la commune de Sibassor. Ceci s'explique d'une part par le rôle stratégique que l'élevage joue dans l'économie locale et d'autre part par les importants atouts (disponibilité d'aires de pâturage riche en protéines végétales et de points d'eau naturels) dont regorge cette localité.
Par ailleurs, il faut noter que l'élevage est plus pratique comme un moyen de thésaurisation et de positionnement social d'où son caractère extensif et traditionnel.
Par rapport à la santé animale, les pathologies suivantes sont identifiées dans la commune de Sibassor :
- La pasteurellose
- Le charbon symptomatique
- La dermatose modulaire
- La trypanosomiase
- Le parasitisme

#### Alimentation et abreuvement du bétail
L'alimentation du cheptel se fait en majorité, au niveau des pâturages qui obéissent aux aléas climatiques. Hormis cela, les résidus de récolte ainsi que le fourrage aérien constituent une base d'alimentation des animaux. Cette situation s'explique par la cherté de l'aliment industriel.
Quant à l'abreuvement du bétail, il s'effectue, selon les saisons, au niveau des deux abreuvoirs ou des différents points d'eau naturels (mares temporaires).

#### Production animalière
Les sous-produits de l'élevage, actuellement caractérisés par leur sous-valorisation dans la commune de Sibassor, sont riches et variés et concernent :
- La viande
- La production laitière
- Le cuir

#### Contraintes et solutions de l'élevage
Les contraintes qui gangrènent le développement du secteur sont :
- L'insuffisance des parcours et zones de pâturage à travers la localité, consécutive à la faible application de la loi agro-sylvo-pastoral,
- La difficulté d'abreuvement du bétail due à l'insuffisance des abreuvoirs,
- La difficulté d'accès à des soins vétérinaire découlant de la cherté des prestations des privés et de l'absence d'un agent vétérinaire dans la commune,
- La recrudescence des cas de vol de bétail, favorisée par la prédominance du mode d'élevage extensif et une faible implication des services de sécurité,
- Les difficultés d'alimentation du cheptel dont notamment les bovins liées à la cherté de l'aliment industriel du bétail.

Au vu des contraintes, il reste évident que la restructuration du secteur constitue une priorité. C'est dans cette logique que les actions suivantes ont été retenues :
- Délimiter et matérialiser à l'aide de borne en dur les zones de pâturage et les parcours du bétail,
- Augmenter le nombre d'abreuvoirs dans la commune,
- Faire un plaidoyer pour l'affectation d'un vétérinaire dans la commune,
- Procéder à l'identification et au marquage du bétail de la commune,
- Mettre en place des comités de vigilance contre le vol du bétail,
- Faciliter l'implantation d'un magasin de vente d'aliment de bétail.

### Agroforesterie
La commune de Sibassor est dépourvue de forêt classée. Toutefois, les populations exploitent de manière abusive les quelques ressources ligneuses ou non ligneuses dont dispose cette localité. Cette situation a accentué le déboisement dans cette collectivité locale surtout la zone côtière.
Signalons que cette exploitation qui porte sur le bois de chauffe, les produits de cueillette procurent à ces acteurs des revenus monétaires importants. Les recettes issues de le vente des produits forestiers sont utilisées pour la satisfaction des besoins de base des ménages comme achat des denrées de première nécessité, l'accès à la santé, la scolarisation des enfants, l'habillement, etc. Ce qui montre bien que l'agroforesterie contribue à lutter directement contre la pauvreté qui sévit dans cette zone.
Outre cela, la faible disponibilité du matériel végétal constitue l'une des contraintes majeures de l'agroforesterie dans la commune de Sibassor. À cela s'ajoutent :
- La cueillette prématurée des fruits
- La coupe abusive
- La déficience du matériel végétal
- Le défit d'encadrement
- La difficulté d'accès au crédit
- Le faible des élus locaux.

Face à ces contraintes, les populations de la commune de Sibassor ont adopté les solutions suivantes permettant de contribuer à l'atteinte de l'OMD No 7 « Assurer un environnement durable » :
- Élaborer un code de conduite consensuel
- Mettre en place des comités de vigilance
- Faciliter l'accès au matériel végétal
- Accroitre l'encadrement des agro-forestiers de Sibassor
- Renforcer la capacité des agro-forestiers de Sibassor
- Renforcer l'implication des élus locaux dans les efforts de développement de l'agroforesterie de la commune de Sibassor

### Pêche
La commune de Sibassor dispose d'une côtière grâce au bras du fleuve Saloum. Elle garde, à travers la pêche, un secteur d'avenir économiquement viable. Cependant malgré l'engouement suscité autour de cette activité, nous constatons que les acteurs qui pratiquent cette pêche de type artisanal ne sont pas nombreux.
La production est, dans sa majorité, destinée à la consommation. Toutefois, une infime partie est commercialisée sur place ou au niveau du marché de Sibassor.
Quant à la transformation des produits halieutiques, elle est peu développée et rudimentaire. De même, la non électrification de la zone et l'absence d'unité de conservation dans la commune entrainent un sérieux problème de conservation des captures.
Par ailleurs, l'absence d'aire de débarquement dans la commune constitue aussi un sérieux handicap. En effet, cette contrainte pousse la plupart des pêcheurs à débarquer leurs pirogues dans les localités environnantes, ce qui amoindrit considérablement la progression de l'activité et réduit sensiblement les rentrées financières.
L'analyse approfondie de la pêche laisse apparaitre un certain nombre de contraintes à savoir :
- L'insuffisance d'unité de transformation
- L'absence d'unité de conservation des produits halieutiques
- La difficulté d'écoulement des produits halieutiques
- La difficulté d'accès au crédit
- La rareté des poissons
- Le déficit organisationnel des acteurs du secteur de la pêche

En égard à cette situation de précarité socio-professionnelle, les populations ont décidé d'entreprendre une série d'actions contribuant à développer la pêche :
- Favoriser l'installation d'unité de transformation moderne dans la zone côtière
- Installer une unité de conservation des produits halieutiques dans la zone
- Appuyer l'écoulement des produits halieutiques
- Faire un plaidoyer auprès des institutions de micro-finance pour alléger l'accès au crédit
- Faire respecter les périodes de repos biologiques
- Appuyer l'organisation des acteurs de la pêche

### Artisanat
Paradoxalement, il s'agit du secteur le moins dynamique dans la commune. La léthargie dans laquelle est plongé ce secteur est essentiellement due aux instruments de travail qui sont rudimentaires et à un manque d'organisation.

#### Activités artisanales
L'activité artisanale est rythmée par l'existence de plusieurs corps de métiers. Parmi ceux-ci, les plus représentatifs sont :
- La maçonnerie, la commune de Sibassor compte 43 maçons. Ces derniers, qui évoluent la plupart dans l'informel, évoluent dans le tâcheronnat
- La forge, cette activité est très développée durant l'hivernage du fait des multiples prestations sur le matériel agricole (houe, sine, charrue, semoir...) et les moyens de transport. toutefois, elle reste très peu rentable avec des revenus très faibles. La commune de Sibassor compte 13 forges.
- La couture, avec treize ateliers de couture, cette activité connait actuellement un regain de dynamisme. Cette situation est la résultante du relèvement des revenus alloués à l'habillement par les ménages.
- La boulange, la commune de Sibassor compte 11 boulangeries qui s'activent dans la production et la vente des pains "tapa lapa".
- La menuiserie métallique, le développement de cette activité est accéléré par la floraison des constructions et les fortes commandes de meubles en fer forgé. Toutefois, il est à déplorer le fait que ces ateliers ne développent pas des activités de marketing et ne respectent pas les normes sécuritaires.
- L'ébénisterie, la menuiserie est pratiquée dans les neuf ateliers de la commune. Les services offerts se réduisent à la préparation des mobiliers, la confection d'armoires, de lits, de portes, de fenêtres, de salons...
- La coiffure, actuellement[Quand ?] vingt-et-une femmes s'activent dans le domaine de la coiffure à Sibassor. Cette activité contribue à l'insertion des jeunes filles déscolarisées et leur procure des revenus substantiels leur permettant de subvenir à quelques-uns de leurs besoins.

L'analyse des résultats du diagnostic participatif révèle l'existence d'autres activités artisanales telles que, la peinture, la photographie, la plomberie, etc. Toutefois, il faut signaler que ces activités n'ont pas une incidence significative sur l'économie locale.

#### Contraintes et solutions de l'artisanat
L'analyse des résultats du diagnostic participatif révèle que le secteur artisanal est marginalisé. En effet, il ne bénéficie d'aucun appui, surtout en ce qui concerne l'organisation des acteurs. C'est ainsi, que la performance des artisans est affaiblie par les contraintes suivantes qui annihilent toutes les chances d'atteinte des cibles 1A et 1B de l'OMD No 1. Il s'agit principalement de :
- L'insuffisance de formation professionnelle des artisans
- Le sous équipement notoire des artisans qui, pour la plupart ne disposent que de petit matériel
- Le manque d'organisation du secteur lié à l'absence d'un cadre organisationnel communal
- La faible implication des élus locaux peu outillés en matière de promotion et d'intégration des activités économiques
- La cherté des matières premières qui transitent entre de nombreux intermédiaires commerciaux du fait de l'inexistence de point de vente local
- La difficulté d'écoulement des produits artisanaux

Face à cette situation préoccupante, les artisans de la commune de Sibassor ont décidé de :
- Créer un centre de formation professionnelle à Sibassor
- Faciliter l'équipement des artisans par leur mise en relation avec les institutions de micro-finance
- S'organiser et s'affilier à la chambre des métiers de Kaolack
- Mieux impliquer les élus dans le développement de l'artisanat
- Promouvoir la mise en place d'une centrale d'achat
- Renforcer leur capacité.